# Discografia dei Ratt

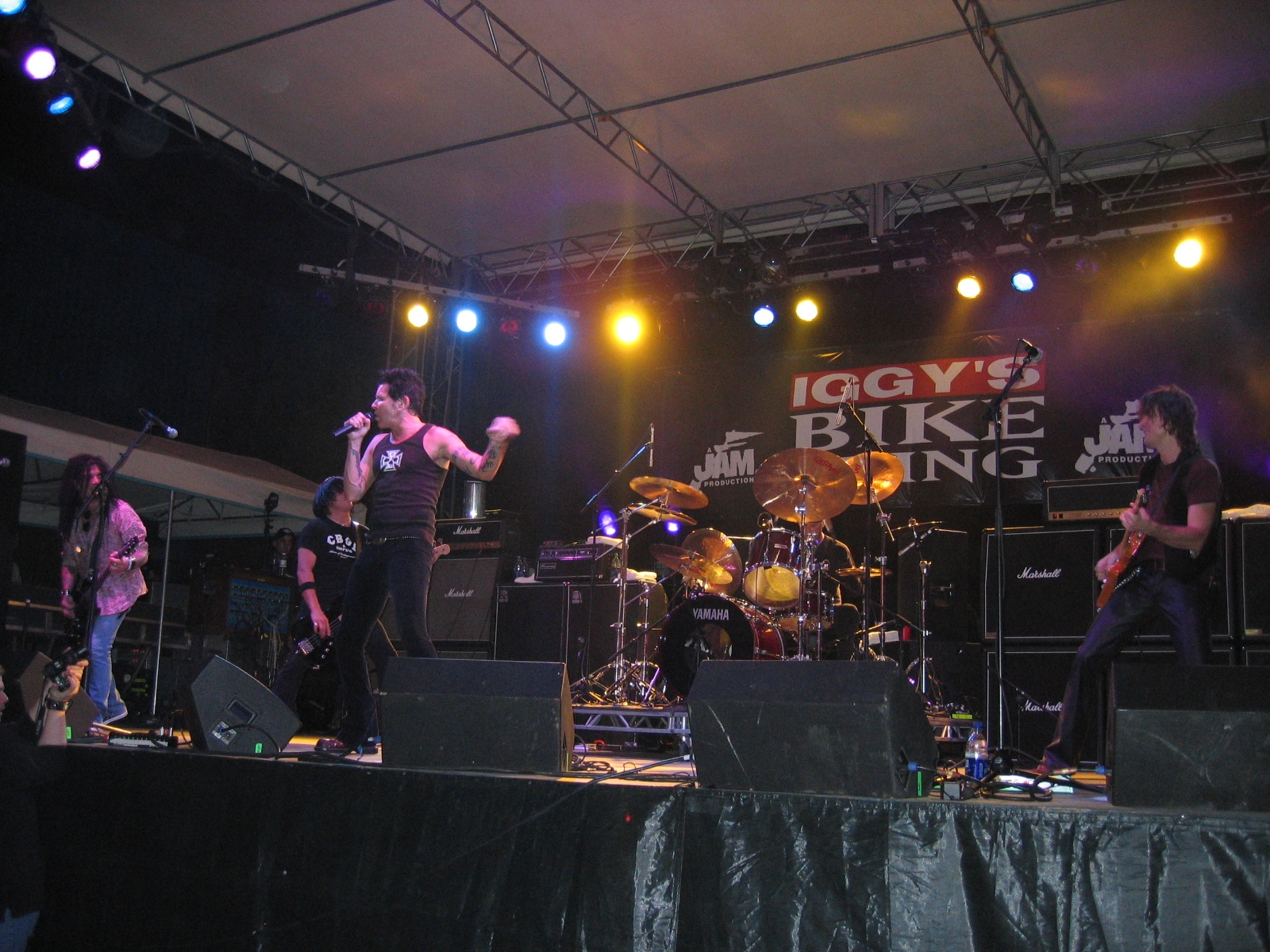
I Ratt in concerto nel 2005

La seguente è una discografia comprensiva del gruppo musicale statunitense Ratt.

## Album

### Album in studio
| Anno                                                                                               | Titolo                                                                                 | Classifiche | Classifiche | Classifiche | Classifiche | Classifiche | Classifiche | Classifiche | Classifiche | Certificazioni              |
| Anno                                                                                               | Titolo                                                                                 | US          | AUS         | CAN         | FIN         | JPN         | SWE         | SWI         | UK          | Certificazioni              |
| -------------------------------------------------------------------------------------------------- | -------------------------------------------------------------------------------------- | ----------- | ----------- | ----------- | ----------- | ----------- | ----------- | ----------- | ----------- | --------------------------- |
| 1984                                                                                               | Out of the Cellar - Pubblicazione: 27 marzo 1984 - Etichetta: Atlantic Records         | 7           | 19          | 12          | —           | —           | —           | —           | —           | - CAN: Oro - US: 3× Platino |
| 1985                                                                                               | Invasion of Your Privacy - Pubblicazione: 13 giugno 1985 - Etichetta: Atlantic Records | 7           | 6           | 36          | 32          | —           | —           | —           | 50          | - US: 2× Platino            |
| 1986                                                                                               | Dancing Undercover - Pubblicazione: 9 agosto 1986 - Etichetta: Atlantic Records        | 26          | 10          | 49          | 17          | —           | 23          | —           | 51          | - US: Platino               |
| 1988                                                                                               | Reach for the Sky - Pubblicazione: 3 novembre 1988 - Etichetta: Atlantic Records       | 17          | 9           | —           | —           | —           | 28          | —           | 82          | - US: Platino               |
| 1990                                                                                               | Detonator - Pubblicazione: 21 agosto 1990 - Etichetta: Atlantic Records                | 23          | 8           | —           | 36          | —           | —           | —           | 55          | - US: Oro                   |
| 1999                                                                                               | Ratt - Pubblicazione: 6 luglio 1999 - Etichetta: Portrait Records                      | 169         | —           | —           | —           | —           | —           | —           | —           |                             |
| 2010                                                                                               | Infestation - Pubblicazione: 20 aprile 2010 - Etichetta: Roadrunner Records            | 30          | —           | 55          | 49          | 22          | —           | 78          | —           |                             |
| "—" indica una pubblicazione che non si è classificata o che non è stata pubblicata in quel Paese. |                                                                                        |             |             |             |             |             |             |             |             |                             |

### Raccolte
| Anno | Titolo                                                                                                 | Classifiche | Certificazioni |
| Anno | Titolo                                                                                                 | US          | Certificazioni |
| ---- | --- | ----------- | -------------- |
| 1991 | Ratt & Roll 81-91 - Pubblicazione: 3 settembre 1991 - Etichetta: Atlantic Records                      | 57          | - US: Oro      |
| 1997 | Collage - Pubblicazione: 22 luglio 1997 - Etichetta: D-Rock                                            | —           |                |
| 2002 | The Essentials - Pubblicazione: 6 agosto 2002 - Etichetta: Atlantic Records                            | —           |                |
| 2003 | Ratt: Metal Hits - Pubblicazione: 9 settembre 2003 - Etichetta: Rhino Entertainment                    | —           |                |
| 2005 | Rhino Hi-Five: Ratt - Pubblicazione: 22 novembre 2005 - Etichetta: Rhino Entertainment                 | —           |                |
| 2007 | Tell the World: The Very Best of Ratt - Pubblicazione: 21 agosto 2007 - Etichetta: Rhino Entertainment | —           |                |
| 2011 | Flashback with RATT - Pubblicazione: 21 giugno 2011 - Etichetta: Rhino Entertainment                   | —           |                |

## Extended play
| Anno | Titolo                                                               | Classifiche |
| Anno | Titolo                                                               | US          |
| ---- | -------------------------------------------------------------------- | ----------- |
| 1983 | Ratt - Pubblicazione: 23 agosto 1983 - Etichetta: Time Coast Records | 133         |

## Singoli
| Anno                                                                                               | Singolo                       | Classifiche | Classifiche | Classifiche | Classifiche | Classifiche | Album di provenienza                       |
| Anno                                                                                               | Singolo                       | US          | US Rock     | AUS         | CAN         | UK          | Album di provenienza                       |
| -------------------------------------------------------------------------------------------------- | ----------------------------- | ----------- | ----------- | ----------- | ----------- | ----------- | ------------------------------------------ |
| 1983                                                                                               | You Think You're Tough        | —           | —           | —           | —           | —           | Ratt EP                                    |
| 1984                                                                                               | Round and Round               | 12          | 4           | 38          | 16          | —           | Out of the Cellar                          |
| 1984                                                                                               | Wanted Man                    | 87          | 38          | —           | —           | —           | Out of the Cellar                          |
| 1984                                                                                               | Back for More                 | —           | 27          | —           | —           | —           | Out of the Cellar                          |
| 1984                                                                                               | Lack of Communication         | —           | —           | 93          | —           | —           | Out of the Cellar                          |
| 1985                                                                                               | Lay It Down                   | 40          | 11          | —           | —           | 77          | Invasion of Your Privacy                   |
| 1985                                                                                               | You're in Love                | 89          | 34          | —           | 67          | 82          | Invasion of Your Privacy                   |
| 1985                                                                                               | What You Give Is What You Get | —           | —           | —           | —           | —           | Invasion of Your Privacy                   |
| 1986                                                                                               | Dance                         | 59          | 36          | 44          | —           | —           | Dancing Undercover                         |
| 1986                                                                                               | Body Talk                     | —           | —           | —           | —           | —           | Dancing Undercover                         |
| 1987                                                                                               | Slip of the Lip               | —           | —           | —           | —           | —           | Dancing Undercover                         |
| 1988                                                                                               | Way Cool Jr.                  | 75          | 16          | 39          | 57          | —           | Reach for the Sky                          |
| 1989                                                                                               | I Want a Woman                | —           | —           | —           | —           | —           | Reach for the Sky                          |
| 1990                                                                                               | Shame Shame Shame             | —           | —           | —           | —           | —           | Detonator                                  |
| 1990                                                                                               | Lovin' You's a Dirty Job      | —           | 18          | —           | —           | —           | Detonator                                  |
| 1991                                                                                               | Givin' Yourself Away          | —           | 39          | 28          | 56          | —           | Detonator                                  |
| 1991                                                                                               | Nobody Rides for Free         | —           | —           | —           | —           | —           | Point Break Soundtrack / Ratt & Roll 81-91 |
| 1997                                                                                               | Hold Tight / Steel River      | —           | —           | —           | —           | —           | Collage                                    |
| 1999                                                                                               | Over the Edge                 | —           | 36          | —           | —           | —           | Ratt                                       |
| 2000                                                                                               | Live for Today                | —           | —           | —           | —           | —           | Ratt                                       |
| 2010                                                                                               | Best of Me                    | —           | 30          | —           | —           | —           | Infestation                                |
| 2010                                                                                               | Eat Me Up Alive               | —           | —           | —           | —           | —           | Infestation                                |
| "—" indica una pubblicazione che non si è classificata o che non è stata pubblicata in quel Paese. |                               |             |             |             |             |             |                                            |

## Videografia

### Album video
- 1985 – Ratt: The Video (VHS) – Platino (RIAA)[10]
- 1991 – Detonator Videoaction 1991 (VHS) – Oro (RIAA)[10]
- 2007 – Videos from the Cellar: The Atlantic Years (DVD)

### Video musicali
- 1984 – Round and Round
- 1984 – Wanted Man
- 1984 – Back for More
- 1984 – You Think You're Tough
- 1985 – Lay It Down
- 1985 – You're in Love
- 1986 – Dance
- 1986 – Body Talk
- 1987 – Slip of the Lip
- 1988 – Way Cool Jr.
- 1989 – I Want a Woman
- 1990 – Shame Shame Shame
- 1990 – Lovin' You's a Dirty Job
- 1991 – Givin' Yourself Away
- 1991 – Nobody Rides for Free
- 2010 – Best of Me
- 2010 – Eat Me Up Alive